# Afrikanische Elefanten
Die Afrikanischen Elefanten (Loxodonta) sind eine Gattung der Elefanten (Elephantidae). Sie enthält mit dem Afrikanischen Elefanten (L. africana) und dem Waldelefanten (L. cyclotis) zwei der drei rezenten Elefantenarten. Die dritte stellt der Asiatische Elefant (Elephas maximus) dar, der sich von den Elefanten Afrikas in mehreren anatomischen Details unterscheidet. Beide Arten kommen auf dem afrikanischen Kontinent vor. Erstere bewohnt eine Vielzahl verschiedener Landschaftsräume, letztere ist in waldreichen Habitaten beheimatet. Die Tiere leben in Sozialverbänden mit komplexen Verwandtschaftsverhältnissen und variantenreicher Kommunikation. Sie wandern in einem jährlichen Rhythmus, der weitgehend vom Nahrungsangebot bestimmt wird. Ernährungsgrundlage bilden harte und weiche Pflanzenteile, die Zusammensetzung der Nahrung variiert regional und saisonal. Die Fortpflanzung erfolgt ganzjährig, wobei zumeist ein Kalb pro Muttertier geboren wird. Die Brunft der Kühe setzt in einem mehrjährigen Abstand ein, Bullen kommen einmal jährlich in die Musth. Die Stammesgeschichte der Afrikanischen Elefanten reicht mehrere Millionen Jahre in die Vergangenheit. Sie differenzierten sich als Gattung im Übergang vom Miozän zum Pliozän heraus. Es sind mehrere ausgestorbene Arten belegt, die allesamt ein afrikanisches Verbreitungsgebiet besaßen. Der heute gültige Gattungsname wurde im Jahr 1827 etabliert, basiert aber auf einem älteren Namensvorschlag. Der Gesamtbestand der Afrikanischen Elefanten gilt als gefährdet.

## Merkmale

### Habitus

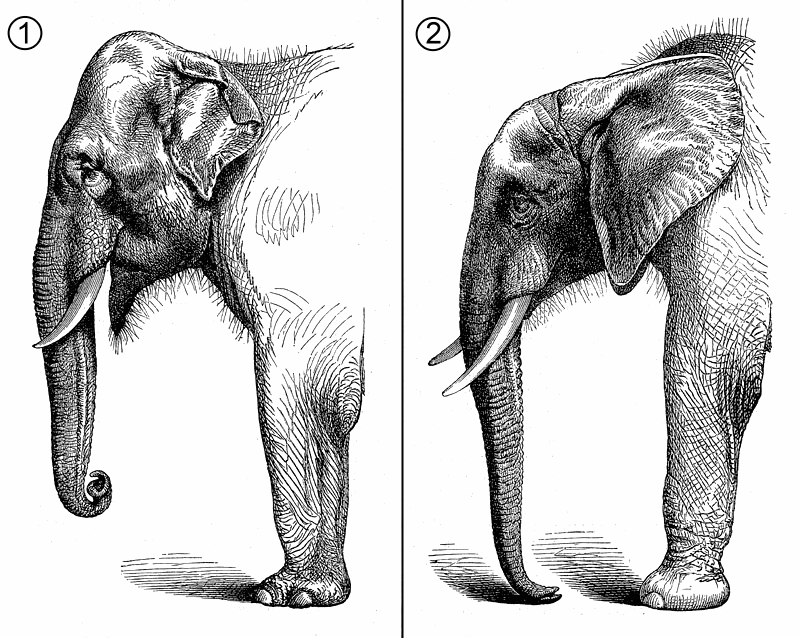
Vergleich von Kopf und Vorderteil des Körpers von Asiatischem (1) und Afrikanischem (2) Elefanten

Die beiden heutigen Arten der Gattung Loxodonta zeichnen sich durch den typischen Körperbau der Elefanten, der aus einem kompakten Körper mit säulenförmigen Beinen, kurzen Hals und massigen Kopf mit Stoßzähnen in der oberen Zahnreihe und typischer Rüsselbildung besteht. Der Afrikanische Elefant (Loxodonta africana) ist der größere der beiden Vertreter und repräsentiert das größte landlebende Säugetier der heutigen Zeit, der Waldelefant (Loxodonta cyclotis) ist kleiner und kann als typische Waldform angesehen werden. Vom Asiatischen Elefanten (Elephas maximus) unterscheiden sich die Afrikanischen Elefanten in erster Linie durch einzelne äußerliche Merkmale. Hinsichtlich der Körpergröße steht der Asiatische Elefant zwischen den beiden anderen Arten. Zu den anatomischen Unterschieden gehören unter anderem die höheren Schultern. Der höchste Punkt der Afrikanischen Elefanten sind die Schultern, der Rücken ist konkav ausgebildet. Beim Asiatischen Elefanten ist der höchste Punkt hingegen der Kopf, während der Rücken gerade oder konvex verläuft. Die Ohren der afrikanischen Elefanten sind, im Verhältnis zum Kopf, sehr viel größer als die des Asiatischen Elefanten. An der Rüsselspitze tragen Afrikanische Elefanten zwei gegenüberliegende Rüsselfinger, während der Asiatische Elefant nur einen besitzt. Zudem haben bei Loxodonta in der Regel beide Geschlechter ausgeprägte Stoßzähne, beim Asiatischen Elefanten häufig nur die Bullen. Bei allen heutigen Elefanten weisen die Hände und Füße jeweils fünf Strahlen auf mit einem sechsten zusätzlichen Knorpelstrahl (Präpollex und Prähallux). Sie sind in einer runden bis ovalen Sohle ohne äußerlich getrennte Finger oder Zehen eingebettet. An der vorderen Außenseite bestehen aber nagelartige Strukturen, deren Anzahl an Vorder- und Hinterfüßen häufig zur Unterscheidung der Arten herangezogen werden. Allerdings variiert die Anzahl stark. Der Afrikanische Elefant besitzt so häufig je vier an den Händen und drei an den Füßen. Innerhalb einzelner Populationen variiert der Wert jedoch zwischen fünf und vier an den vorderen und drei und vier an den hinteren Füßen. Beim Waldelefanten liegen die entsprechenden Werte bei fünf vorn und vier hinten, ebenso beim Asiatischen Elefanten.

### Schädel- und Gebissmerkmale
In Bezug auf die Schädelanatomie und Zahnmorphologie stellen die Afrikanischen Elefanten gegenüber dem Asiatischen die konservativeren Formen dar. Allen Vertretern der Gattung Loxodonta gemein ist ein rundlicher Schädel, der nicht so nach oben gestreckt erscheint wie beim Asiatischen Elefanten. Die Stirnlinie wölbt sich in Vorderansicht auf oder verläuft weitgehend gerade, während der Asiatische Elefant dort zwei Buckel mit einer tiefen Eindellung dazwischen besitzt. Weitere Merkmale finden sich in den nicht verlängerten Scheitelbeinen und den am Ende divergierenden Alveolen der oberen Stoßzähne. Ein auffälliges Kennzeichen aller Elefantenarten findet sich in den luftgefüllten, bienenwabenförmigen Kammern, die die Schädeldecke ausfüllen. Durch diese Pneumatisierungen vergrößert sich die Oberfläche des Schädels, wodurch mehr Ansatzfläche für die Nacken- und Kaumuskulatur zur Verfügung steht, gleichzeitig vermindert sie das Gesamtgewicht des Schädels. Der Unterkiefer verfügt im Vergleich zum Asiatischen Elefanten über einen gestreckten horizontalen Knochenkörper. Der aufsteigende Ast strebt senkrecht nach oben, während sich der Kronenfortsatz in der zweiten Hälfte des Unterkiefers befindet. Beim Asiatischen Elefanten ist der aufsteigende Ast nach innen gerichtet und der Kronenfortsatz erhebt sich über der Mitte des stark gestauchten horizontalen Knochenkörpers. Die Symphyse am vorderen Ende des Unterkiefers ist bei den Vertretern der Gattung Loxodonta nach vorn orientiert und nicht nach unten wie beim asiatischen Vetter.

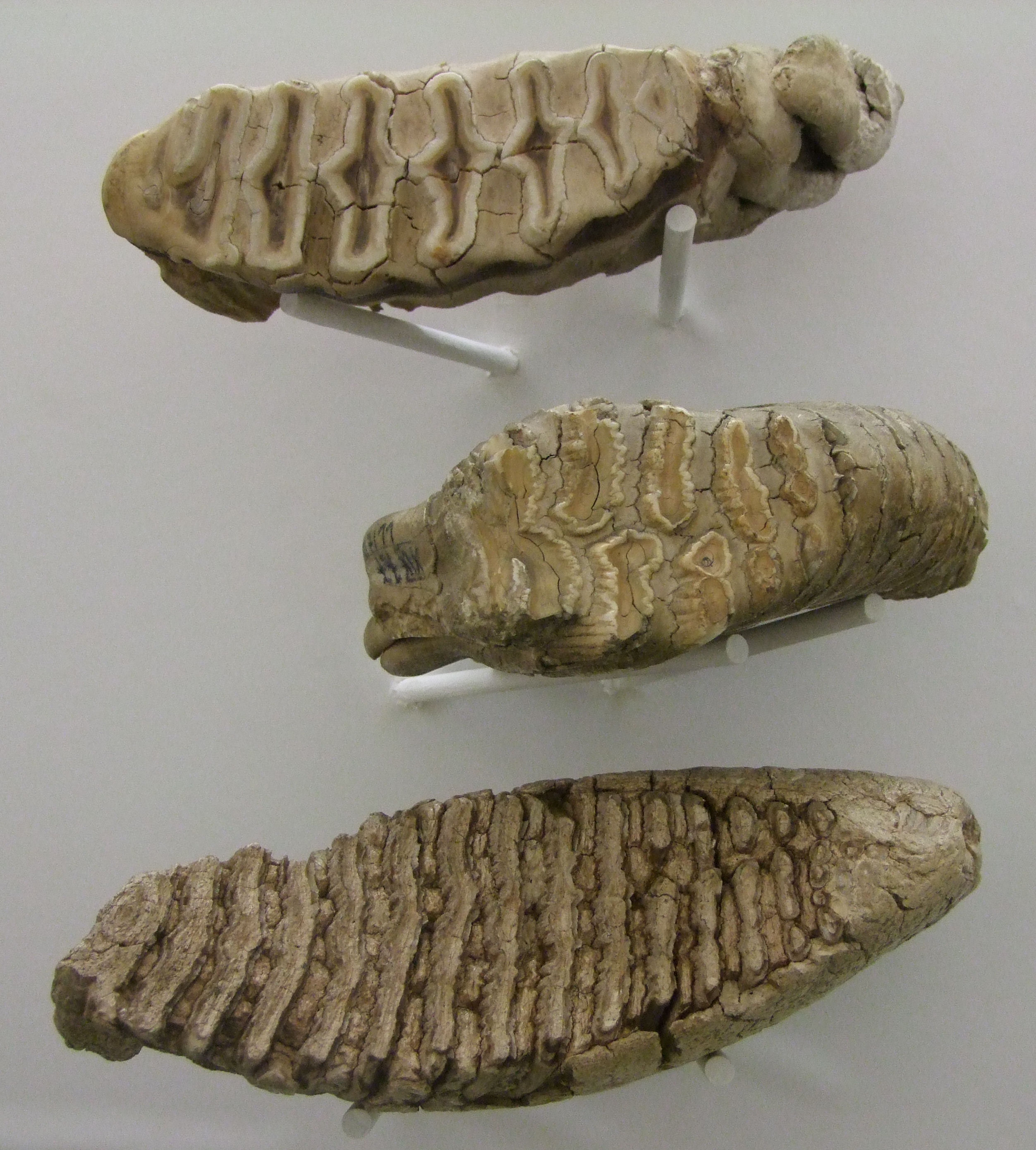
Backenzähne von Elefanten im Vergleich. Oben: Afrikanischer Elefant. Mitte: Asiatischer Elefant. Unten: Wollhaarmammut

Das Gebiss zeigt den typischen Aufbau der Elefanten. Es setzt sich im vorderen Gebiss aus den oberen Stoßzähnen, die den jeweils zweiten Schneidezahn repräsentieren, und im hinteren Gebiss aus je drei Prämolaren und drei Molaren je Kieferbogen zusammen. Die Zahnformel lautet demzufolge: {\displaystyle {\frac {1.0.3.3.}{0.0.3.3.}}}, die Anzahl der Zähne beträgt 26. Bedingt durch die Form der Stoßzahnalveolen ragen die Stoßzähne bei den Afrikanischen Elefanten seitlich schräg nach unten. Sie sind außerdem über ihre gesamte Länge leicht gekrümmt und nicht wie beim Asiatischen Elefanten nur im letzten Drittel. Im hinteren Gebiss werden die Zähne horizontal gewechselt, ein typisches Charakteristikum zahlreicher Rüsseltiere, das sich vom vertikalen Zahnwechsel der meisten anderen Säugetiere unterscheidet. Dadurch befindet sich in der Regel nur ein oder anderthalb Zähne je Kieferast gleichzeitig in Kauposition, ein nachfolgender Zahn schiebt sich durch das Abkauen des voranliegenden Zahnes heraus. Der horizontale Zahnwechsel führt dazu, dass die heutigen Elefanten im Laufe des Lebens und nach der Eruption des ersten Zahns fünfmal den Zahn in jedem Kieferbogen austauschen können. Generell sind die hinteren Zähne bei den Elefanten durch einen lamellenartigen Aufbau bestehend aus mehreren hintereinanderliegenden Schmelzfalten charakterisiert. Bei den Afrikanischen Elefanten zeigen sich die Schmelzfalten dicker und weniger eng gesetzt als beim Asiatischen, so dass letzterer durchschnittlich mehr aufweist. Die Lamellenformel der Afrikanischen Elefanten lautet 4 bis 5 (Anzahl der Lamellen auf 10 cm Zahnlänge), auf dem jeweils letzten Molaren können 10 bis 14 Schmelzfalten auftreten. Auffälligster Unterschied der Afrikanischen Elefanten zum Asiatischen Elefanten ist die in der Mitte rautenförmige Ausbuchtung der Schmelzfalten. Die Zähne sind außerdem weniger hochkronig als beim Asiatischen Elefanten, die Höhe eines Zahns übertrifft in nur geringem Maße dessen Breite.

## Verbreitung

Verbreitung der Afrikanischen Elefanten (Gattung Loxodonta) im Jahr 2007

Die Afrikanischen Elefanten sind heute auf das Afrika südlich der Sahara beschränkt. Der Afrikanische Elefant bewohnt unterschiedlichste Landschaftsräume, die von teils geschlossenen Wäldern über offene Gras- und Savannenlandschaften, Feuchtgebiete wie Überflutungsflächen oder Sümpfe bis hin zu wüstenartigen Arealen reichen und sich sowohl in Tieflands- als auch in höheren Gebirgslagen bis über 4000 m befinden können. Sein Verbreitungsgebiet umfasst den östlichen, südlichen und westlichen Teil des Kontinentes. Der Waldelefant ist dagegen an die tropischen Regenwälder des zentralen und des westlichen Afrikas angepasst. Beide Elefantenarten hybridisieren im Kontaktbereich ihrer jeweiligen Lebensräume. Die gesamte, von den Afrikanischen Elefanten bewohnte Fläche wird mit rund 5,2 Millionen Quadratkilometern angegeben, dies macht aber nur rund 20 % des nutzbaren Lebensraumes aus.

## Lebensweise

### Territorialverhalten
Die Lebensweise der Afrikanischen Elefanten ist vor allem für die größere Savannenform, in geringerem Maße auch für die kleineren Waldform umfangreich erforscht. Die Tiere leben in Sozialverbänden, die Kerneinheit bildet die Herde oder Familiengruppe bestehend aus einer oder mehreren, häufig miteinander verwandten Kühen und deren Nachwuchs. Die Herde führt eine Leitkuh an, die einzelnen Rangstufen sind linear organisiert. Dadurch übernimmt nach dem Tod der Leitkuh zumeist die älteste Tochter die Gruppe. Mitunter können sich größere Verbände dann auch in einzelne kleinere aufspalten. Mehrere Herden wiederum bilden übergeordnet Clans, die häufig ähnliche Aktionsräume nutzen. In gewissen Abständen treffen sich die einzelnen, zusammengehörigen Familiengruppen und trennen sich nach einer Weile wieder. Die Lebensweise wird als fission-fusion-Sozialgemeinschaft („Trennen und Zusammengehen“) bezeichnet. Die Bullen des Afrikanischen Elefanten formen wiederum „Junggesellenverbände“, während die des Waldelefanten in der Regel einzelgängerisch leben. Die Aktionsräume haben je nach Landschaft unterschiedliche Ausdehnungen. Sie sind in offenen Gebieten generell ausgedehnter mit den größten in trockenen bis wüstenartigen Lebensräumen. In Waldhabitaten weisen sie dagegen geringere Größen auf. Die Kommunikation innerhalb der Herde und zwischen den verschiedenen Herden findet mittels Lautgebung im niederfrequenten Bereich statt. Warnrufe liegen zumeist in einem Wellenbereich, der auch für den Menschen hörbar ist. Ansonsten besteht ein reichhaltiges Spektrum an verschiedenen Gesten und Körperhaltungen, die ebenfalls der Verständigung untereinander dienen, ebenso wie chemische Signale über den Kot und Urin wahrgenommen werden. Aktivitäten der Afrikanischen Elefanten sind sowohl tagsüber als auch nachts zu verzeichnen.

### Ernährung

Waldelefant (Loxodonta cyclotis) im Nationalpark Ivindo, Gabun

Die Afrikanischen Elefanten ernähren sich von gemischter Pflanzenkost (mixed feeder), wobei harte Grasnahrung überwiegend in der Regenzeit im frischen Zustand bevorzugt wird. Weichere Pflanzen wie Blätter oder Früchte dominieren in der Trockenzeit. Die genaue Zusammensetzung der Nahrung ist aber abhängig von regionalen Gegebenheiten, wodurch eine große geographische Variabilität besteht. Die jeweilige Verfügbarkeit verschiedener Nahrungspflanzen bestimmt auch das Wanderungsverhalten der Familiengruppen. Einen Großteil ihres täglichen Zeitbudgets verbringen die Afrikanischen Elefanten mit der Nahrungsaufnahme. Sie sind außerdem wichtige Verbreiter von Samen, die sie durch den Kot ausscheiden. Hohe Bedeutung haben darüber hinaus Minerallecken und Wasser.

### Fortpflanzung
Die Fortpflanzung erfolgt ganzjährig, es können regional aber jahreszeitlich bedingte Häufungen auftreten. Bei Bullen kommt es jährlich zur Musth, die individuell einsetzt und deren Dauer mit dem Alter der Tiere zunimmt. Erkennbar ist die Musth unter anderem an Sekretausscheidungen an den Temporaldrüsen. Während der Musth sind Bullen mitunter sehr aggressiv und bestreiten Dominanzkämpfe. Der Paarungszyklus der Kühe folgt dagegen in einem mehrjährigen Abstand. Dies führt dazu, dass paarungswillige Kühe innerhalb einer Population eher selten sind und die Bullen so auf Wanderschaft gehen und mehrere Herden aufsuchen. Dort werben sie um fortpflanzungsbereite Kühe. Die Tragzeit dauert etwa 660 Tage. In der Regel kommt ein Kalb zur Welt, die Geburt findet in der Familiengruppe statt. Häufig kümmert sich die gesamte Herde um den Nachwuchs, teilweise übernehmen ältere weibliche Geschwister die Aufsicht („allomaternale Pflege“). Allerdings säugen Muttertiere jeweils nur ihr eigenes Kalb. Weibliche Jungtiere erreichen mit rund 14 Jahren die sexuelle Reife, männliche verlassen etwa im gleichen Zeitraum die mütterliche Herde. Ihre Fortpflanzungsaktivitäten beginnen erst später, da sie zu diesem Zeitpunkt noch nicht ausgewachsen sind und somit nicht mit den Altbullen konkurrieren können. Sie durchlaufen ihre erste Musth mit rund 29 Jahren. Das Höchstalter wird für beide Geschlechter mit rund 60 bis 65 Jahren angenommen, es liegt in freier Wildbahn aber zumeist darunter.

## Systematik
Die Afrikanischen Elefanten (Loxodonta) sind eine Gattung innerhalb der Familie der Elefanten (Elephantidae), die wiederum zur Ordnung der Rüsseltiere (Proboscidea) gehört. Sie stellen das Schwestertaxon der Gattung Elephas mit dem Asiatischen Elefanten (Elephas maximus) als einzigem Mitglied dar. Gemeinsam gehören beide Gattungen zur Unterfamilie der Elephantinae. Hierin werden die Afrikanischen Elefanten zur Tribus der Loxodontini, der Asiatische Elefant hingegen zur Tribus der Elephantini verwiesen. Die Rüsseltiere selbst bilden eine sehr alte Gruppe originär afrikanischer Tiere. Ihre Ursprünge lassen sich rund 60 Millionen Jahre in die Vergangenheit zurückverfolgen. Im Laufe ihrer Stammesgeschichte erwiesen sie sich als sehr formenreich mit vielfältigen Anpassungen an unterschiedliche Biotope und Klimaregionen. Dabei breiteten sich die Rüsseltiere über weite Teile Eurasiens und Amerikas aus. Dem gegenüber sind die Elefanten als relativ junge Entwicklungslinie anzusehen. Ihre frühesten Nachweise datieren in das ausgehende Miozän vor rund 7 Millionen Jahren zurück. Gemäß molekulargenetischen Untersuchungen trennten sich die afrikanischen und die asiatischen Elefanten vor rund 7,6 Millionen Jahren voneinander ab.
Die Gattung Loxodonta enthält zwei rezente Arten:
- Loxodonta africana (Blumenbach, 1797) (Afrikanischer Elefant)
- Loxodonta cyclotis (Matschie, 1900) (Waldelefant)

Der Afrikanische Elefant ist der größere der beiden Vertreter und tritt hauptsächlich in offenen Savannenlandschaften auf, ist aber auch in Wäldern und in wüstenartigen Regionen anzutreffen. Der Waldelefant repräsentiert die kleinere Art und ist auf die Regenwälder des zentralen und westlichen Afrikas beschränkt. Die Linien der beiden Arten differenzierten sich aus genetischer Sicht vor 5,6 bis 2,6 Millionen Jahren heraus.
Neben den beiden rezenten Vertretern sind noch einige ausgestorbene Arten anerkannt:
- Loxodonta adaurora Maglio, 1970
- Loxodonta atlantica (Pomel, 1879)
- Loxodonta cookei Sanders, 2007
- Loxodonta exoptata (Dietrich, 1942)

Neueren genetischen Daten aus dem Jahr 2017 zufolge scheinen die Verwandtschaftsverhältnisse innerhalb der Gattung Loxodonta und zu anderen Vertretern der Familie relativ komplex zu sein. So ergaben DNA-Proben an rund 200.000 Jahre alten Knochenresten des Europäischen Waldelefanten (Palaeoloxodon antiquus), dass dieser dem Waldelefanten des westlichen Afrikas näher steht als dem Afrikanischen Elefanten. Untergeordnet treten aber auch Beziehungen zum Afrikanischen Elefanten und zusätzlich zur Gattung Mammuthus auf. Erklärt wird dies mit möglichen Vermischungen zwischen Vertretern von Palaeoloxodon, Loxodonta und Mammuthus in der Frühphase ihrer Stammesentwicklung.

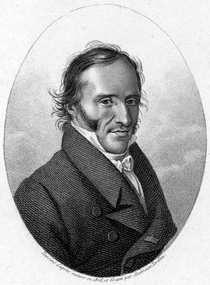
Frédéric Cuvier

Die Gattungsbezeichnung Loxodonta geht auf Frédéric Cuvier im Jahr 1825 zurück. Er verwendete sie in einem zweiseitigen Porträt des Afrikanischen Elefanten innerhalb des von ihm und von Étienne Geoffroy Saint-Hilaire zwischen 1824 und 1842 herausgegebenen Werkes Histoire naturelle des mammifères. Darin setzte er den Afrikanischen Elefanten aufgrund unterschiedlicher Zahnmerkmale von seinem asiatischen Verwandten ab und untermauerte dies mit dem neuen Gattungsnamen, den er mit Loxodonte angab. F. Cuvier verzichtete somit auf eine Latinisierung seiner vorgeschlagenen Bezeichnung, weswegen seine Urheberschaft nach den Regeln der zoologischen Nomenklatur nicht anerkannt ist. Im Jahr 1827 erschien eine Rezension zur Histoire naturelle des mammifères ohne Angabe eines Autorennamens. In dieser Rezension wird der Name der Gattung mit Loxodonta korrekt wiedergegeben. Für die Autorenschaft wird teilweise Nicholas Aylward Vigors vermutet, da er zu diesem Zeitpunkt als Herausgeber der Zeitschrift fungierte, in der die Rezension abgedruckt war. In einigen Fachaufsätzen findet sich daher auch der Hinweis Loxodonta Vigors, 1827. Der Name Loxodonta leitet sich von den griechischen Wörtern λοξός (loxos für „schräg“) und ὀδούς (odoús für „Zahn“) ab. Er bezieht sich dabei auf die rautenförmige Ausprägung der Schmelzfalten auf der Kauoberfläche.

## Stammesgeschichte
Der früheste Fossilnachweis der Gattung Loxodonta datiert in das ausgehende Miozän und den Beginn des Pliozäns vor rund 7 bis 5 Millionen Jahren. Es handelt sich dabei um einzelne isolierte Zähne aus der Lukeino-Formation und der Chemeron-Formation in den Tugen-Bergen in Kenia sowie aus der Region Nkondo-Kaiso im westlichen Grabensystem in Uganda im östlichen Afrika. Sie zeigen bereits die typische rautenförmige Aufweitung der Schmelzfalten der Afrikanischen Elefanten. Ihr Alter liegt bei 6,2 bis 4,0 Millionen Jahren. Möglicherweise sind sie identisch mit Loxodonta cookei, das von nahezu gleich alten Funden aus dem südwestlichen Afrika, genauer von der Varswater-Formation an der Fundstelle Langebaanweg in Südafrika, bekannt ist. Auch hier sind meist isolierte Zähne zuzüglich einzelner Kieferreste überliefert. Die Form zeichnet sich durch urtümliche Backenzähne mit niedrigen Zahnkronen aus, deren Höhe geringer als deren Breite war. Sie besaßen außerdem dicke Zahnschmelzlamellen, die Lamellenfrequenz war gering (4), am letzten Molar kamen insgesamt sieben bis acht Lamellen vor. Als relativ primitiv kann auch das Vorhandensein von permanenten hinteren Prämolaren gewertet werden. Nach Isotopenanalysen, die an den Zähnen vorgenommen wurden, ernährte sich Loxodonta cookei deutlich flexibler als das gleichzeitig hier auftretende Anancus und bezog neben Blattkost auch Gräser mit ein. Wesentlich häufiger als Loxodonta cookei trat im Verlauf des Pliozäns Loxodonta adaurora auf. Erstmals beschrieben wurde die Form anhand eines nahezu vollständigen Skelettes aus dem Unteren Pliozän von Kanapoi in Kenia, rekonstruiert wies das Tier wohl eine Schulterhöhe von 386 cm und ein Gewicht von rund 9 t auf. Es werden zwei Arten unterschieden. Neben der Nominatform L. a. adaurora besteht mit L. a. kararae eine Zwergform aus Koobi Fora, wiederum Kenia, und vom Fundgebiet am Fluss Omo in Äthiopien. Zusätzlich zu den relativ niedrigen Zahnkronen und den breiten Schmelzlamellen, die eine Lamellenformel von 2,5 bis 4 bei maximal zehn Lamellen auf dem letzten Mahlzahn bedingen, zeichnen sich die Zähne von Loxodonta adaurora durch eine weniger prägnante rautenförmige Aufweitung der Schmelzlamellen aus. Dies impliziert, dass Loxodonta adaurora möglicherweise eine frühe Abspaltung innerhalb der Gattung Loxodonta darstellt und demzufolge wohl nicht in die direkte Vorfahrenlinie der heutigen Afrikanischen Elefanten gehört. Im weiteren Schädelbau ähnelte Loxodonta adaurora den heutigen Afrikanischen Elefanten, allerdings waren der Gesichtsbereich breiter, die Alveolen für die oberen Stoßzähne ausladender und das Stirnbein langgezogener. Besonders gut ist dies an einem immensen, nahezu vollständigen Schädel von 137 cm Gesamtlänge und 73 cm Höhe aus der unterpliozänen Koobi-Fora-Formation des Turkana-Beckens nachvollziehbar. Dessen bereits ausgeprägten Verschmälerungen im vorderen und hinteren Bereich zeigen eine Veränderung im Kaumechanismus an und lassen sich als stärkere Anpassungen an eine Grasnahrung interpretieren.

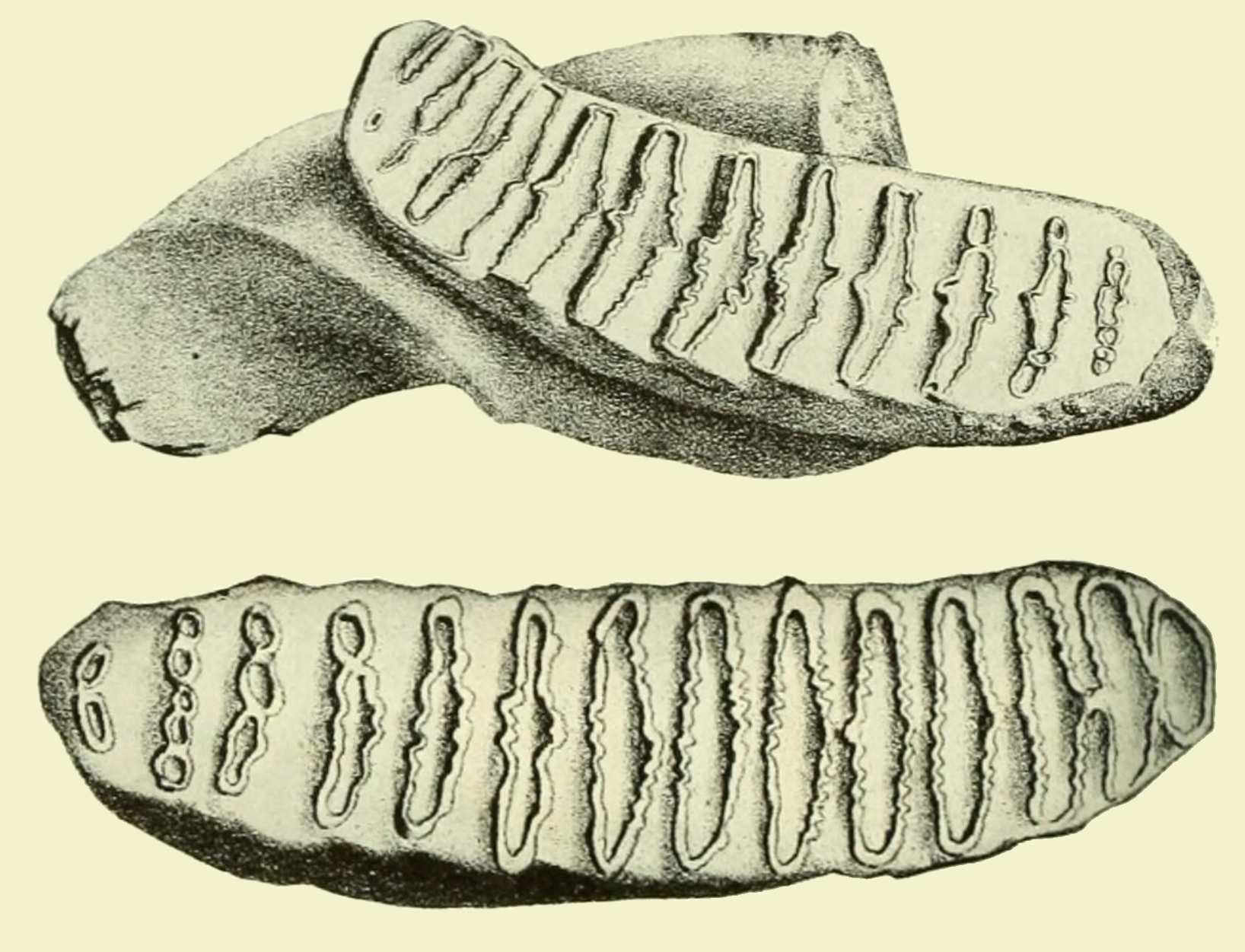
Zwei Backenzähne von Loxodonta atlantica, oben zweiter unterer, unten dritter oberer Molar (24 beziehungsweise 32,4 cm lang)

Aus dem Pliozän und dem Pleistozän des nördlichen, östlichen und südlichen Afrika wiederum ist Loxodonta atlantica belegt. Dieser extrem große Vertreter der Gattung übertraf in seinen Ausmaßen den heutigen Afrikanischen Elefanten. Ersichtlich wird dies an der Größe des unteren letzten Molaren, der bei Loxodonta atlantica durchschnittlich 35 cm, bei Loxodonta africana aber durchschnittlich 21 cm lang ist. Von allen Angehörigen von Loxodonta stellt Loxodonta atlantica die wohl modernste Form dar. Die Zähne waren stark hochkronig mit einer Höhe doppelt so groß wie die Breite, was weitaus markanter ist als beim heutigen Afrikanischen Elefanten. Zudem besaßen sie 10 bis 15 Schmelzfalten auf dem letzten Molaren und damit mehr als die heutigen afrikanischen Arten. Die Lamellenfrequenz betrug 3,4 bis 5,4. Der Schädel entsprach weitgehend dem der rezenten Vertreter, Unterschiede betreffen die größeren Hinterhauptsgelenke und die engere Mittelkieferregion. Eingeführt wurde Loxodonta atlantica von Auguste Pomel im Jahr 1879 anhand von Backenzähnen und Stoßzahnfragmenten aus Ternifine im nördlichen Algerien. Heute werden zwei geographisch getrennte Unterarten unterschieden: einerseits L. a. atlantica aus dem nördlichen Afrika, andererseits L. a. zulu aus dem südlichen. Letztere besaß deutlich dünnere Zahnschmelzlamellen. Für eine dritte Form, L. a. angammensis aus dem Unteren Pleistozän von Angamma-Yayo im Tschad, ist eine Stellung innerhalb der Art Loxodonta atlantica umstritten, da ihre Zahnmerkmale auffallend ursprünglicher ausfallen. Der Erstbeschreiber der Unterart, Yves Coppens, spekulierte daher später, dass es sich hierbei um eine Frühform des Afrikanischen Elefanten handeln könnte. Insgesamt erscheint Loxodonta atlantica zu weit entwickelt zu sein, um in die Vorfahrenlinie der heutigen Arten zu gehören. Vermutlich handelt es sich um einen spezialisierten Grasfresser, der einzelne parallele Entwicklungen zur Gattung Elephas zeigt. Als möglicher Vorläufer des Afrikanischen Elefanten könnte dafür Loxodonta exoptata in Frage kommen, welcher im Unteren und Oberen Pliozän im östlichen Afrika vorkam. Die Art wurde 1942 von Wilhelm Otto Dietrich benannt, basierend auf rund 100 Zahnfunden aus der südlichen Serengeti. Dietrich führte seine neue Art zwar innerhalb der Gattung Archidiskodon (heute zumeist mit Mammuthus gleichgesetzt), erkannte aber die engen Beziehungen zu Loxodonta. Im Laufe der Forschungsgeschichte wurde Loxodonta exoptata teilweise mit Loxodonta adaurora sowie mit Palaeoloxodon recki gleichgesetzt, heute gilt sie wieder als eigenständig. Der Schädel ist bisher unbekannt, die Backenzähne waren weniger hochkronig als bei Loxodonta atlantica, ihre Höhe übertraf nur geringfügig ihre Breite, aber deutlich höher als bei Loxodonta cookei. Die Lamellenfrequenz betrug 4,1 bis 5,5 bei maximal elf bis zwölf Lamellen auf dem letzten Molaren. Dadurch war auch der Zahnschmelz nur moderat dick im Vergleich zu Loxodonta cookei. Die bisher bedeutendsten Funde kamen in Laetoli in Tansania zum Vorschein. Da hier Palaeoloxodon recki fehlt, das stärker an trockene Klimate angepasst war, wurde für Loxodonta exoptata ursprünglich ein feuchteres Lebensumfeld rekonstruiert. Mittlerweile ergaben Interpretationen des paläontologischen Befundes von Laetoli ein diverseres Bild, das von halbtrockenen Buschländern bis zu geschlossenen Wäldern reicht. Möglicherweise war Loxodonta exoptata wie der heutige Afrikanische Elefant und zahlreiche frühe, heute ausgestorbene Elefantenformen auf gemischte Pflanzenkost spezialisiert.
Fossilfunde vom Afrikanischen Elefanten reichen gesichert bis in das Mittlere Pleistozän des östlichen und nördlichen Afrikas zurück, einzelne Reste aus dem südlichen Afrika sind zeitlich etwas jünger. Der Waldelefant verfügt über keinen fossilen Nachweis.

## Bedrohung und Schutz
Die beiden Arten der Afrikanischen Elefanten sind durch Wilderei, im überwiegenden Maße befördert durch die Jagd nach Elfenbein, in ihrem Bestand bedroht. Hinzu kommen die Umweltzerstörung und die Ausbreitung der menschlichen Bevölkerung, was die Zersplitterung der bewohnbaren Lebensräume zur Folge hat. Die IUCN führt den Afrikanischen Elefanten als „stark gefährdet“ (endangered) sowie den Waldelefanten als „vom Aussterben bedroht“ (critically endangered). Beide Arten sind in zahlreichen Naturschutzgebieten vertreten.
Seit dem Jahr 1989 wird die Gesamtpopulation im Anhang I des Washingtoner Artenschutzübereinkommen (CITES) gelistet, wodurch sich die Vertragsstaaten zum Verbot des kommerziellen Handels mit den Tieren verpflichteten. Für die Mitgliedstaaten der Europäischen Union wurde das durch Aufnahme in Anhang A der EU-Artenschutzverordnung umgesetzt, womit hier etwa auch die Einfuhr, das Zurschaustellen oder Vorrätighalten zu kommerziellen Zwecken oder Kauf- oder Verkaufsangebote bei lebenden Tieren wie Teilen toter Exemplare verboten wurden. Mit der 12. Tagung der CITES-Vertragsstaaten vom 3.–15. November 2002 in Chile wurden die Populationen Botswanas, Namibias, Südafrikas und Simbabwes von diesem Höchstschutz ausgenommen und seit 2003 auch in der EU in Anhang B ihrer Artenschutzverordnung herabgestuft, so dass unter mehrfach neu formulierten Bedingungen für größere Kontingente Vermarktungshandlungen legalisiert sind.